# Вольпини, Морено
Морено Вольпини (итал. Moreno Volpini; 12 мая 1929, Прато — 3 апреля 2010) — итальянский скрипач и аккордеонист. Отец дирижёра Карломорено Вольпини.
Первоначально выступал как аккордеонист, в 1951 г. занял третье место на чемпионате мира среди аккордеонистов в Париже, с 1952 г. преподавал в Институте Моцарта в Барселоне — учебном заведении, готовившем аккордеонистов. В середине 1950-х гг., однако, вернулся в Италию и полностью перешёл с аккордеона на скрипку. Долгие годы был концертмейстером регионального оркестра во Флоренции и оркестра Фестиваля Пуччини в Торре-дель-Лаго.